# Леопардовый сомик
Леопардовый сомик, или коридорас (лат. Corydoras leopardus) — вид лучепёрых рыб семейства панцирных сомов (Callichthyidae), аквариумная рыба с пёстрой окраской.
Сомик активен в любое время суток. Прекрасно уживается с мирными соразмерными соседями. Типичный обитатель придонных слоев воды. Берет любые виды кормов. Довольно чувствителен к параметрам и качеству воды. Чувствует себя уверенней в стайках в 4-10 хвостов. Неплохо размножается в аквариумах.
В Европу впервые завезены в 1933 году, в СССР — в 1960 году.

## Ареал
Corydoras leopardus распространён в дельте Амазонки, Южная Америка: Эквадор, Бразилия, Перу.

## Описание
Форма тела характерна для всех представителей рода Corydoras, половой диморфизм выражен слабо, самки несколько крупнее (до 7 см) и полнее самцов.
Окрашены в желтовато-серый цвет с серебристым оттенком, ирис глаза жёлтый. Чёрные полосы по всему телу образуют пятнистый узор, давший название виду, вдоль тела от середины боковой линии до основания хвостового плавника проходит чёрная полоса. Верхняя часть спинного плавника также окрашена в чёрный цвет. На верхней и нижней челюстях по паре усиков. Имеется жировой плавник. Есть кишечное дыхание. Глаза подвижные. Хвостовой плавник двухлопастной.

## Содержание и разведение
Условия содержания и разведения обычны для рода.